# Be as One (ゴスペラーズのアルバム)
『Be as One』 （ビー・アズ・ワン） は、ゴスペラーズのメジャーデビュー10枚目のオリジナルアルバム。2006年11月22日にKi/oon Recordsから発売された。

## 概要
前作、『Dressed up to the Nines』から2年8ヶ月ぶりのオリジナルアルバムで、シングル曲は「一筋の軌跡」、「風をつかまえて」、「Platinum Kiss」、「陽のあたる坂道」を収録。また、カーク・フランクリンが書き下ろした「Love has the power」と、カークのカバー「Lean on me」でコラボレーション。
初回盤はボーナストラック収録他、シングル曲のPV4編を収録したDVD付（「ミモザ」は未収録）で、特典カレンダーが封入されていた。『SOUL CONNECTION』では、2006年11月18日、11月25日に特集を組んで新曲を放送した。

## 収録曲
1. Street Corner Symphony [1:10]
  - 作詞・作曲・編曲：ゴスペラーズ

早稲田大学のサークル「Street Corner Symphony」にプレゼントした曲で、当時デモとして録ったテイクにSEを足したもの。インタールード曲。
2. 一筋の軌跡 [5:08]
  - 作詞：ゴスペラーズ/作曲：酒井雄二/編曲：鷺巣詩郎

26thシングル曲。酒井がワールドカップの頃に作った曲。アルバムのテーマに合った曲。
3. Love has the power [4:34]
  - Music&Lyric&Producer：Kirk Franklin

カーク・フランクリンとのコラボ曲。彼とのレコーディングで、5人は改めて色々な事を学んだと言う。
4. 狂詩曲 [4:46]
  - 作詩：安岡優/作曲・編曲：宇佐美秀文

シングル「Platinum Kiss」にプレビュー音源として収録されていた。仮タイトルは「STR」（ストリングスの意）。「熱帯夜」のような曲をイメージし、作られた。
5. Platinum Kiss [4:22]
  - 作詩：安岡優/作曲・編曲：黒沢薫、妹尾武

27thシングル曲。最初はアカペラ以外のアレンジを考えていたが、頭にキャッチーなフレーズが来て、「ひとり」や「新大阪」と同じだなと思い、アカペラになった。
6. 風をつかまえて [5:17]
  - 作詩：安岡優/作曲：北山陽一/編曲：Ryuichiro Yamaki、北山陽一

26thシングル曲。仮タイトルは「Wind Chaser」（風をおいかけるの意）。北山曰く、「どんな夏にも対応できる温度設定」を意識して作られた。
7. Lean on me [6:49]
  - Music&Lyric：Kirk Franklin/編曲：吉弘知鶴子

カーク・フランクリンのカバー。本人との共演であり、カークのアルバム「HERO」の日本盤のスペシャルトラックにも収録されている。
8. Street Corner Symphony 〜Reprise [0:50]
  - 作詞・作曲・編曲：ゴスペラーズ

1曲目と同じく、インタールード。
9. Let it go [5:00]
  - 作詞：山田ひろし/作曲：黒沢薫、K-Muto/編曲：K-Muto（SOYSOUL）

シングル「陽のあたる坂道」にプレビュー音源として収録されていた。パルコのCF版は英語詞バージョンであり、こちらはオリジナルの日本語詞バージョン。
10. The Ruler [3:56]
  - 作詞：山田ひろし・酒井雄二/作曲：酒井雄二/編曲：平田祥一郎

酒井がオフ中に考えていた「歌とラップとポエトリーリーディングを行き来する」するという目標が現れている。
11. SAYONARA [4:19]
  - 作詩：安岡優/作曲：村上てつや、宇佐美秀文/編曲：井上鑑

村上は「歌謡曲」をテーマに制作。詩に関しては安岡に「どこまでもさよならを言う曲」とリクエストした。
12. Simple Words [4:07]
  - 作詩・作曲：安岡優/編曲：堀向彦輝

安岡が「どの国でも現地の言葉で替え歌に出来るように」と自分自身にリクエストして作った曲。
13. Prisoner of love [3:54]
  - 作詞・作曲：村上てつや/編曲：清水信之

テーマは「無償の愛」。このテーマがディズニーに抜擢されるきっかけとなった。
14. 陽のあたる坂道 [4:24]
  - 作詩：安岡優、黒沢薫/作曲：黒沢薫/編曲：野崎良太（Jazztronik）

28thシングル曲。1999年には既に出来ていたらしく、この曲に関しては素直な曲作りが出来たという。
15. ミモザ [4:55]（初回盤のみボーナストラック）
  - 作詩：安岡優/作曲：黒沢薫、佐々木真里/編曲：清水信之

25thシングル曲。オリジナルアルバムには初収録。

## DVD収録曲（初回盤のみ）
1. 一筋の軌跡
2. 風をつかまえて
3. Platinum Kiss
4. 陽のあたる坂道